# Halmstads landskommun
Halmstads landskommun var en tidigare kommun i dåvarande Malmöhus län.

## Administrativ historik
Kommunen bildades i Halmstads socken i Luggude härad i Skåne när 1862 års kommunalförordningar trädde i kraft. 
Vid kommunreformen 1952 uppgick kommunen i Kågeröds landskommun som 1969 uppgick i Svalövs landskommun som 1971 ombildades till Svalövs kommun.

## Befolkning
| År   | Antal  | Källa                                                           | Referens |
| ---- | ------ | --------------------------------------------------------------- | -------- |
| 1815 | 582    | Några anteckningar ur skolväsendets historia i Halmstads socken | [ 2 ]    |
| 1880 | 1040   | Nordisk familjebok första upplagan                              | [ 3 ]    |
| 1907 | 754    | Nordisk familjebok andra upplagan                               | [ 4 ]    |
| 1921 | 695    | Svenska orter : atlas över Sverige med ortbeskrivning 1932      | [ 5 ]    |
| 1931 | 575    | Svenska orter : atlas över Sverige med ortbeskrivning 1932      | [ 5 ]    |
| 1942 | 375    | Några anteckningar ur skolväsendets historia i Halmstads socken | [ 2 ]    |
| 1950 | ca 250 | Kyrkor i Lunds stift -Halmstads kyrka                           | [ 6 ]    |
| 2000 | 164    | Sverige från A till Ö: geografisk-historisk uppslagsbok         | [ 7 ]    |

## Beskrivning enligt Svenska orter: atlas över Sverige med ortbeskrivning 1932
Halmstad, kommun i Malmöhus län, Luggude härad, tillhör Ekeby landsfiskaldistrikt, Landskrona fögderi,  Luggude domsaga och Luggude härads väghållningsdistrikt samt ingår som moderförsamlingen i Halmstads och Sireköpinge församlingars pastorat i Lunds stift, Luggude södra kontrakt.
Marken är i söder tämligen jämn och jordmånen god. Norra delen av kommunen har mera kuperad terräng (Söderåsens sydsluttning) samt betydliga löv- och barrskogar. På gränsen i  öster ligger den vidsträckta Bara mosse. Herrgårdar är flera: Bullstofta, Dufeke, Halmstadgården, Loarpsgården och Sofielund som brukas under Loarpsgården. 

### Byar
- Aspehus by i  Halmstads kommun, 2,5 km nordväst om kyrkan; 2jordbruksfastigheter, 2 andra fastigheter Taxeringsvärde jordbruksfastigheter 59 100 kr. (jordbruksvärde), å andra fastigheter 11 300 kr varav för  väderkvarn 10 000 kr.
- Baggastorp by i  Halmstads kommun, 3 km norr om kyrkan; 4 jordbruksfastigheter. Taxeringssvärde å jordbruksfastigheter 48 000 kr. (jordbruksvärde).
- Bullstofta, herrgård och by i Halmstads kommun med 5jordbruksfastigheter. Taxeringsvärde å jordbruksfastigheterna 316 300 kr., därav 305 900 jordbruksvärde och 10 400 skogsvärde. Herrgården omfattar Bullstofta nr 2, 13/16 mantal,  nr 1, torp, Baggastorp nr 1, l/16 mantal, Kallinge nr 1, 1/8 mantal, ägare godsägare Gustaf Horn af Rantzien; areal 129,3 har, därav 111 åker, taxeringsvärde å jordbruksfastigheten 153 400 kr. (jordbruksvärde). Till Bullstofta hör även Sofielunds herrgård som omfattar Bullstofta nr 2, 123/160 mantal, ägare godsägarna Christer och Gustaf  Horn af Rantzien; areal 128,8 har, därav 110,5 åker, taxeringsvärde å jordbruksfastigheter 119 800 kr. (jordbruksvärde).
- Halmstad. By i Halmstads kommun; med telefon- och telegrafstation:  Halmstad by har 23 jordbruksfastigheter och 5 andra fastigheter. Taxeringsvärde å jordbruksfastigheterna 1 121 900 kr, därav 1 120 500 jordbruksvärde och 1 400 skogsvärde, å andra fastigheter 33 000 kr.  Godsägare Johan Axel Berg von Lindes stärbhus äger inom Halmstad följande fastigheter: Herrgården Halmstadgården, som består av Halmstad  nr 3, 5, 10–13, 2,5 mantal, dessutom  Halmstadlund nr 1, 5/16 mantal, nr 2, 1/4 mantal, Stolparp nr 1, 1/4 mantal och torp, sammanlagd areal 347,1 hektar, därav 342,3 åker, taxeringsvärde å jordbruksfastighet  514 900 kr. (jordbruksvärde). Halmstad  nr 3, 1/4 mantal, areal 38,6 hektar, därav 37,8 åker, taxeringsvärde å jordbruksfastigheten 52 900 kr. Halmstad  nr 1–3 och nr 6, 1 och 15/28 mantal, omfattar 10 arrendegårdar och 2 torp, med en areal av 242,2 har, därav 230,6 åker, taxeringsvärde å jordbriksfastigheter 317 100 kr. (jordbruksvärde), å andra fastigheter 10 000. Utägor brukas under Duveke.  Hamstad nr 3, 3/14 mtl, ägare Jöns Svensson. Areal 45 har (åker),taxeringsvärde å jordbruksfastigheten 62 700 kr.  Halmstad nr 4,7/8 mantal, kyrkoherdeboställe; areal 68,9 hektar, därav 60,4 åker, 6 skog, taxeringsvärde å jordbrukfastighet 84 400 kr., därav 83 000 jordbruksvärde och 1 400 skogsvärde, å annan fastighet 23 000.
- Hasslebacken, gårdar i Halmstads kommun, 2 km väster om kyrkan; 2 jordbruksfastigheter. Taxeringsvärde å jordbruksfastigheter 60 300kr. (jordbruksvärde).
- Jordkull by i Halmstads kommun, 3,5 km norr om kyrkan; 3 jordbruksfastigheter. Taxeringsvärde å jordbruksfastigheter 53 400 kr., därav 51 400 jordbruksvärde och 2 000 skogsvärde
- Loarp by i Halmstads kommun; 5 jordbruksfastigheter, 1 annan fastighet taxeringsvärde å jordbruksfastigheter 337 700 kr.(jordbruksvärde), å andra fastigheter 5 000 kr. Till Loarp hör herrgården Loarpsgården, som består av Loarp  nr 1, 1/2 mantal, nr 2, 3, 3/5 mantal, Halmstad nr 15, l/4 mantal. Loarpsgården tillhör Christian Olsson, Alfahill, Asmundtorps kommun: areal 155,7 har, därav 143,3 åker, taxeringsvärde å jordbruksfastigheten 200 700 kr. (jordbruksvärde).
- Loarp  nr 4, 1/2 mantal och torp, äges av godsägaren J. A. Berg von Lindes stärbhus ; areal 52,1 har, därav 49,2 åker, taxeringsvärde å jordbruksfastigheten 68 800 kr. (jordbruksvärde).
- Måsagården, by i Halmstads kommun 3,3 km nordväst om kyrkan; 3 jordbruksfastigheter. Taxeringsvärde å jordbruksfastigheter 32 500 kr. (jordbruksvärde).
- Oregården,  by i Halmstads kommun, 2 km västnordväst om kyrkan. 2 jordbruksfastigheter, 12 andra fastigheter Taxeringsvärde å jordbruksfastigheter 41 500 kr. (jordbruksvärde), för andra fastigheter 29 300 kr.
- Rödahus, by i  Halmstads kommun, 2,5 km västnordväst om kyrkan; 4 jordbruksfastigheter, 2 andra fastigheter. Taxering värde å jordbruksfastigheter  56 900 kr. (jordbruksvärde), å andra fastigheter 3 000 kr.
- Saxtorp, gårdar i Halmstads kommun, 2,5 km nordväst om kyrkan; 2 jordbruksfastigheter. Taxeringsvärde å jordbruksfastigheter 44 900 kr, därav 44 500 jordbruksvärde och 400 skogsvärde.
- Vasagården, by i Halmstads kommun, 3 km västnordväst om kyrkan; 4 jordbruksfastigheter, 2 andra fastigheter Taxeringsvärde å jordbruksfastigheter  85 700 kr. (jordbruksvärde), å andra fastigheter  2 500 kr.

### Hemman
- Arnåkra, gårdar i Halmstads kommun, äges av godsägare Johan Axel Berg von Lindes stärbhus. Arnåkra nr 1,1/4 mantal och 2 torp, areal 60,7 har, därav 59 åker, taxeringsvärde å jordbruksfastighet 71 100 kr (jordbruksvärde); Arnåkra nr 1, l/4 mantal och 2 torp, areal 46,4hektar, därav 44,3 åker, taxeringsvärde å jordbruksfastighet 52 400 kr. (jordbruksvärde); utägor brukas under Duveke.
- Björkebacken, gård i Halmstads kommun, 3 km västnordväst om kyrkan. Taxeringsvärde å jordbruksfastighet 40 600 kr.(jordbruksvärde).
- Bångstorp, gård i Halmstads kommun, 2 km sydost om kyrkan, äges av Halmstads församling  och omfattar Bångstorp nr 1, l/4 mantal, areal 41,5 hektar, därav 38,7 åker, taxeringsvärde å jordbruksfastigheten  59 300 kr. (jordbruksvärde).
- Duveke, herrgård i  Halmstads kommun, äges av godsägare Johan A. Berg von Lindes stärbhus och omfattar Duveke nr 1, 3 och 1/8 mantal, samt 8 torp; areal 329,4 har, därav 225,6 åker, taxeringsvärde å jordbruksfastighet  295 300 kr. (jordbruksvärde). Utägor till ovanstående och till Halmstad nr 2, 1/4 mantal, Tullboden nr 1, l/4 mantal, Arnåkra nr 1, 1/2 mantal;  sammanlagd areal 321,7 hektar (skog), taxeringsvärde å jordbruksfastigheten 160 000 kr., därav 37 300 jordbruksvärde och 122 700 skogsvärde.
- Tullboden, gård i Halmstads kommun, 2,5 km norr om kyrkan. Taxeringsvärde å jordbruksfastigheter 86 800 kr (jordbruksvärde); utägor brukas under  Duveke.

## Skatteuppgifter
Taxeringsvärde å skattepliktig fastighet (1930): å jordbruksfastigheter 3 034 900 kr., varav 2 898 000 jordbruksvärde och 136 900 skogsvärde, samt för andra fastigheter 98 600. 
Taxeringsvärde för skattefri fastighet (1930):  andra fastigheter  tillhöriga kommuner med  flera 78 000 kr., varav kyrka 40 000, 3 folkskolor 30 000 och ålderdomshem 3 000. Till kommunal inkomstskatt taxerad inkomst (1930): svenska aktiebolag och solidariska bankbolag 440 kr., andra skattskyldiga 223 190. Antal skattekronor (1931): 2 919.

### Utdebitering
Kommunalskatt (1931): 5,00 kr varav borgerlig kommun 2,55 kr, kyrkan 1,05 kr och skolan 1,40 kr. Landstingsskatt (1931): 2,20 kr. Vägskatt (1931): 0,18 kr per fyrk.

### Tillgångar och skulder
(31/12 1928): borgerlig kommun 19 179 kr, varav fastigheter 13 800, kyrklig kommun 27 529 kr, varav fastigheter 20 000. Skulder (31/121928): borgerlig  kommun inga skulder, kyrklig kommun 188 kr.

## Landareal och jordbruksarealer
Areal (1931): 2 757 har, varav 2 735 hektar land. Kommunens huvudnäring är jordbruk med boskapsskötsel. Ägoslag (1927): åker 2 053 hektar, skogsmark 379 hektar, betesäng 72 hektar, trädgård 9 hektar, och övrig mark 222. 

### Jordbruksnäringen
Brukningsdelar var 1927 61 stycken. Åkerjordens fördelning på olika grödor (1927): vall 627 hektar, havre 251 hektar, blandsäd 239 hektar, vete 174 hektar, råg 167, foderrotfrukter 126 hektar,  grönfoder 109 hektar, korn 107 hektar, sockerbetor 47 hektar, potatis 33 hektar, baljväxter 23 hektar, andra växtslag 2 hektar och träda 148 hektar.
Husdjur (jordbruksräkning 1927):  fjäderfän 4 503, nötkreatur 1 296, svin 996, hästar 265, får 131, och bisamhällen 24.